# Diogenes (Familie)
Die Familie Diogenes (mittelgriechisch Διογένης) war eine alte und angesehene byzantinischen Adelsfamilie, die in Kappadokien (in Zentralanatolien in der heutigen Türkei) reich begütert war, schon 788 urkundlich auftritt und mit Romanos IV. Diogenes in den Jahren 1068 bis 1072 einen Kaiser des Byzantinischen Reiches stellte.
Die nähere Stammreihe hat Christian Settipani wie folgt skizziert:
- Diogenes (* c. 840), 880 Comes (Graf)
- Diogenes (* c. 875, † Anfang des 10. Jahrhunderts), kaiserlicher Spatharocandidatos (Gardeoffizier)

⚭ Ne, († c. 880), vermutlich eine Tochter des Adralestos (* 850, † 921), 920 Domestikos ton scholon (Oberkommandierender der Armee)
- Diogenes (* c. 900, † n. 944), 944 Strategos (General)

⚭ Ne Phokaina (* c. 919), vermutlich eine Schwester des Nikephoros II. Phokas Kaiser des Byzantinischen Reiches (963–969) und Tochter des Bardas Phokas († 979), Domestikos ton scholon (Oberkommandierender der Armee) und der Ne Maleine, Tochter des Eudokimos Maleinos und der Anastaso (* c. 870) (Tochter des  Adralestos († 921))
- Diogenes Adralestos (* c. 930, † n. 970), Vetter des Bardas Phokas, der 978 Domestikos ton scholon (Oberkommandierender der Armee) war

⚭  Ne
- Adralestos Diogenes, c. 1015 Strategos (General) von Morava

⚭ Ne Philomatia (* c. 970), Tochter eines Philomathios.
Die nächsten Generationen gibt Charles Chawley wie folgt an:
- Konstantin Diogenes († 1032/34) Strategos (General) in den Kriegen gegen die Bulgaren, Gouverneur von Thessaloniki, Sirmium, Bulgarien und Serbien.

⚭ Ne Argyre, Nichte des Romanos III. Argyros, Kaiser des Byzantinischen Reiches (1028–1034)
- Romanos Diogenes, als Romanos IV. Diogenes Kaiser des Byzantinischen Reiches (1068–1072)

⚭ 1.) Anna Alusiane (* c. 1030, † vor 1065), Tochter des Alusian, der 1041 kurzfristig Zar des  ersten bulgarischen Reiches war.
⚭ 2.) Eudokia Makrembolitissa († c. 1096), Witwe des Konstantin X. Dukas, Kaiser des Byzantinischen Reiches (1059–1067), Tochter des Johannes Makrembolites († n. 1040) und der Ne Kerularie, Nichte des Michael I. Kerullarios, Patriarch von Konstantinopel (1043–1059), dessen Streit mit den Legaten von Papst Leo IX. 1054 zum Morgenländischen Schisma zwischen der Katholischen Kirche und der Orthodoxen Kirche führte.
Kaiser Romanos IV. Diogenes hatte aus erster Ehe drei Kinder:
- Konstantin Diogenes der Jüngere; General, fiel in einer Schlacht bei Antiochia 1074

⚭ 1068/71 Theodora Komnene, Schwester des Alexios I. Komnenos, Kaiser des Byzantinischen Reiches (1081–1118), Tochter des Johannes Komnenos, Domestikos, und der Anna Dalassene
Konstantin Diogenes der Jüngere hatte eine Tochter:
* Anna Diogene
⚭ Uros I., Großžupan von Raszien (Raska, Serbien) (* c. 1080, † n. 1130)
- N Diogenes (Sohn)

⚭ 1071/72 Ne Seldschuk, Tochter des Alp Arslan, Sultan der türkischen Groß-Seldschuken (1063–1072).
- Ne Diogene (Tochter)

⚭ nach 19. August 1071 Malik Schah I., Sultan der Seldschuken (1072–1092)
Kaiser Romanos IV. Diogenes hatte aus zweiter Ehe zwei Söhne und nominelle Mitkaiser:
- Leon Diogenes (* ca. 1069, † gefallen 1086), Gouverneur von Sparta

- Nikephoros Diogenes (* ca. 1070, † nach 1094), Gouverneur von Zypern